# Wäinö Aaltonen
Waldemar Wäinö Aaltonen (ur. 8 marca 1894 w Karinaien, zm. 30 maja 1966 w Helsinkach) – fiński rzeźbiarz i malarz.

## Życiorys
Urodził się w rodzinie wiejskiego krawca. W dzieciństwie doznał uszkodzenia słuchu i żeby przezwyciężyć niepełnosprawność zajął się sztuką, później studiował malarstwo w Szkole Rysunku przy Związku Artystycznym w Turku w latach 1910–1915, a następnie jako samouk zaczął tworzyć rzeźby. W 1917 związał się z kręgiem artystycznym Café Brondin. Aaltonen tworzył rzeźby portretowe, dekoracyjne (we wnętrzu parlamentu fińskiego) oraz pomniki.
Według krytyków sztuki był jednym z najważniejszych rzeźbiarzy w pierwszych latach niepodległości Finlandii. Artysta wykonał kilka rzeźb publicznych pokazujących wartości narodowe Finów, w tym rzeźbę dla Parlamentu fińskiego w 1930 roku. W Turku znajduje się jedenaście plenerowych rzeźb Aaltonena, m.in. „Turun Lilja” (Lilia w Turku) i „Paavo Nurmen patsas” (posąg Paavo Nurmiego). Obrazy i rzeźby Aaltonena często miały charakter idealistyczny, niekiedy kubizujący. Portrety jego produkcji są wzorowane na nim samym i wyraźnie pokazują szacunek dla własnej osoby.
Po podróży do Włoch w 1923 roku otworzył się na sztukę kubistyczną i futurystyczną. Elementy te są widoczne przede wszystkim w malarstwie. W Finlandii rzeźbił podczas I wojny światowej pomniki wojenne. Szybko stał się ikoną wśród fińskich nacjonalistów, uważany był za wzorowego Fina, co potwierdziła w przekonaniu narodowców wystawa w Sztokholmie w 1927 roku. Jak można było oczekiwać po Aaltonie, jego rzeźby promowały wartości nacjonalistyczne w sposób naturalistyczny – np. częste odlewy przedstawiające narodowych bohaterów (nie tylko fińskich polityków czy wojskowych, ale także sportowców) – były to głównie monumentalne figury i popiersia. Przykładem jest odlew przedstawiający Paavo Nurmiego z 1925 roku, przed stadionem w Helsinkach. Inną podobną pracą artysty jest popiersie Jeana Sibeliusa z 1928 roku. Podobnie jak większość jego dzieł, również te dwa są odlewami z brązu – Aaltonen nie tworzył w kamieniu czy szkle. Choć jego sztuka jest naturalistyczna, obecne są w niej wpływy kubistyczne. Na początku lat 20. XX wieku był jednym z pionierów bezpośredniego odlewu ciała modela.
Był żonaty cztery razy. Duży zbiór jego dzieł znajduje się na stałej ekspozycji w Muzeum Sztuki Wäinö Aaltonena w Turku.

## Odznaczenia
- Medal Księcia Eugeniusza (1947)[1]
- Komandor Orderu Świętego Olafa (1950)[2]
- Komandor Orderu Białej Róży Finlandii (1950)[3]
- Wielki Oficer Orderu Gwiazdy Solidarności Włoskiej (1952)[4]
- Komandor I klasy Orderu Białej Róży Finlandii (1959)[5]
- Kawaler Legii Honorowej[6]

## Dzieła
- Tytön pää, 1917
- Graniittipoika, 1917-1920
- Maria Jotuni, 1918-1920
- Opettajani, 1919
- Aaro Hellaakosken pronssipää, 1919
- Savonlinnan sankaripatsas, 1919-1921
- Punagraniittinen neito, 1923
- Mustagraniittinen neito, 1924
- Paavo Nurmen juoksijapatsas, 1924-1925
- Seisova nainen, 1920-1924
- Istuva nainen, 1920-1925
- Uimaan lähtevä nainen, 1924
- Turun Lilja, 1924-1926
- Musica, 1926
- Aleksis Kiven patsas (Tampere), 1926-1927
- Tampereen Hämeensillan patsaat: Eränkävijä, Veronkantaja, Kauppias Suomen ja neito, 1927-1929
- Myrsky (statuetka upamiętniająca 53 ofiary zatopionego fińskiego torpedowca S2 w Reposaari, w gminie Pori), 1930
- Eduskuntatalon täysistuntosalin syvennyksien alastonfiguurit, 1930-1932
- Aleksis Kiven patsas (Helsinki), 1930-1939
- Marjatta, 1934
- Delaware-muistomerkki, 1937-1938
- Vapauden jumalatar seppelöi nuoruuden, 1939-1940
- Tampereen Osuustoimintamuistomerkki, 1949-1950
- Ystävyys solmitaan (wspólny pomnik dla miasta Turku i Göteborga), n. 1948-1955
- Lahden sankaripatsas, 1952
- Genius ohjaa nuoruutta (naprzeciwko głównej biblioteki Uniwersytetu w Turku), 1958-1960
- Presidenttien patsaat eduskuntatalon edessä: KJ Ståhlberg, 1957-1958; PE Svinhufvud, 1957-1959
- Genius Montanus (grobowiec Aaltonena w Turku), 1960